# Sinh vật hoang dã ở Síp

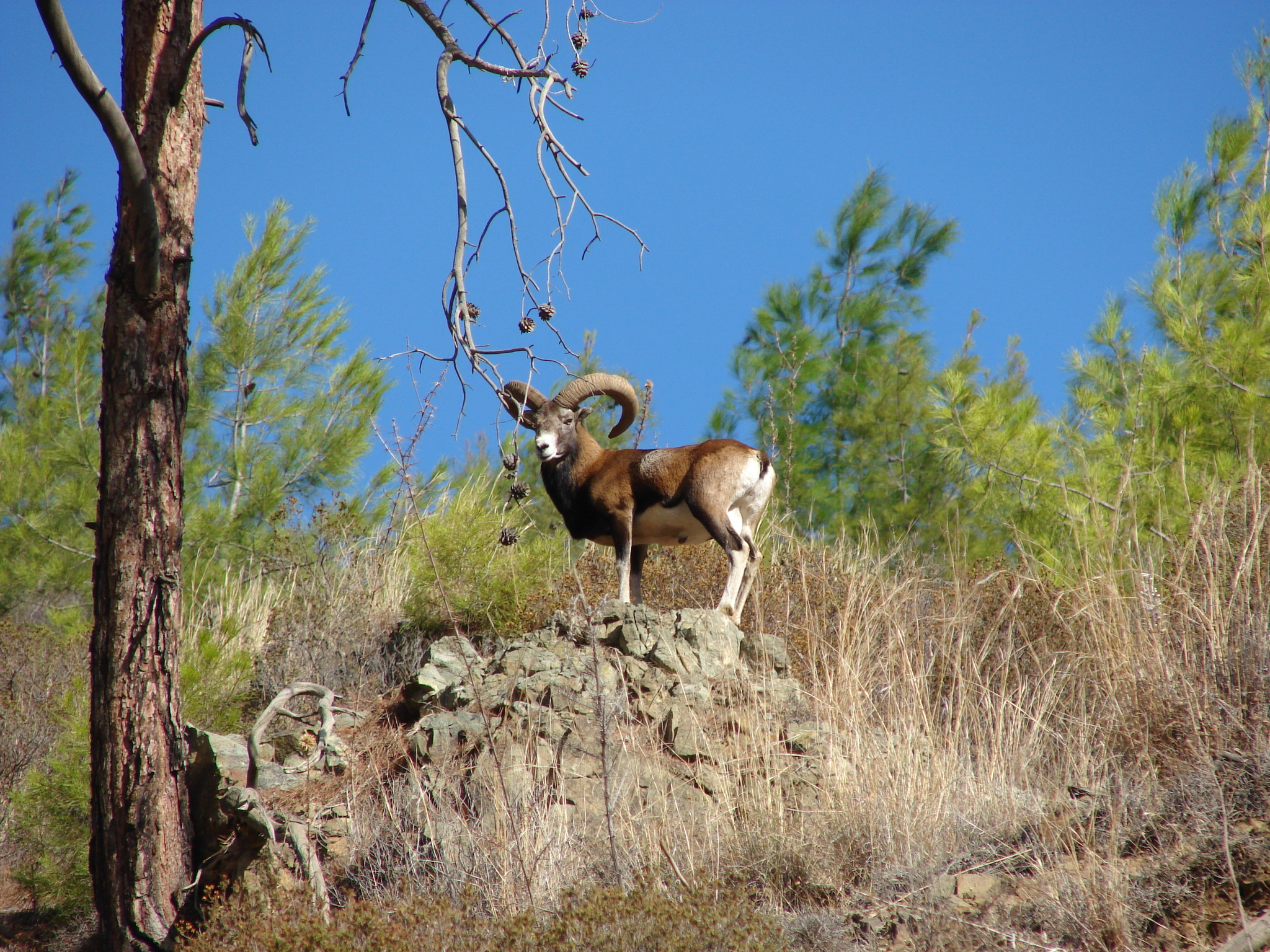
Cypriot mouflon

Sinh vật hoang dã ở Síp bao gồm hệ thực vật và động vật và môi trường sống tự nhiên của chúng. Síp có một hệ thực vật phong phú và một hệ động vật đa dạng mặc dù có ít động vật có vú. Giống như hầu hết các quốc gia hiện đại khác, môi trường sống tự nhiên ở Síp đang dần biến mất, hiện chỉ còn giữ lại 20% môi trường sống ban đầu của nó do quá trình đô thị hoá nhanh chóng, sử dụng rừng cho mục đích thương mại, du lịch và các lý do khác  Một trong những đặc điểm độc đáo của môi trường sống ở Síp là sự khác biệt rất rõ nét về độ cao và môi trường sống ở các vùng khác nhau của hòn đảo cũng như điều kiện khí hậu khác nhau, tất cả đều cung cấp môi trường sống đa dạng cho một hệ động vật và thực vật độc đáo.

## Thực vật
Hệ thực vật của Síp có khoảng 1.800 loài, trong đó có khoảng 128 loài đặc hữu. Hệ thực vật cũng bao gồm các loài xâm lấn như loài xương rồng Opuntia và Oxalis pes-caprae.

## Động vật

### Lưỡng cư
Síp có 3 động vật lưỡng cư.

### Chim chóc
Síp cũng có hơn 380 loài chim được xác định vì nằm trên tuyến đường di cư giữa châu Phi và châu Âu và Tây Á bao gồm Cắt Eleonora (Falco eleonorae), chim hồng hạc và con Đại bàng đầu nâu (Aquila heliaca). Có hai loài đặc hữu của loài chim biết hót, Sylvia melanothorax và Oenanthe cypriaca. Cả hai loài này chỉ sinh sản trên đảo Síp và di chuyển về phía nam để trú ẩn mùa đông.

### Động vật có vú
Síp hiện có 21 loài động vật có vú nổi tiếng, trong đó có ba loài đang bị đe doạ . Động vật hoang dã và động vật có vú lớn nhất hiện đang sinh sống ở Síp là Cừu Mouflon Síp đặc hữu. Các loài động vật có vú đáng chú ý khác là loài Hải cẩu thầy tu Địa Trung Hải nguy cấp lớn  và loài Chuột Cyprus đặc hữu, loài gặm nhấm còn lại duy nhất trên các hòn đảo Địa Trung Hải.